# John Richmond Booth
John Richmond Booth (* 19. November 1799 in Klein Flottbek; † 14. September 1847 ebenda) war ein deutscher Pflanzenzüchter und Besitzer einer Baumschule.

## Leben und Wirken
John Richmond Booth war ein Sohn des Gärtners und Baumschulenbesitzers James Booth, der aus Schottland stammte und von Caspar Voght überzeugt worden war, in Flottbek bei Altona für ihn tätig zu werden.
Der frühe Tod seines Vaters 1814 und die allgemeine wirtschaftliche Lage Altonas und des nahegelegenen Hamburg nach dessen Belagerung waren keine günstige Voraussetzungen für einen wirtschaftlichen Betrieb mit der Zucht und dem Handel von Pflanzen, mit dem von Saaten und Blumenzwiebeln und dem Baumschulenbetrieb. Bevor John Richmond, der beim Tode seines Vaters erst 15 Jahre alt war, gemeinsam mit seinem älteren Bruder James Godfrey und seinem jüngeren Bruder George (1804–1866) die Baumschule James Booth & Söhne hatte übernehmen könne, wurde der Betrieb vermutlich von dem Gärtner und Mitarbeiter Christian Giese (1786–1846) geleitet. Erst im Laufe vieler Jahre stellte sich der Erfolg der Baumschule und Handelsgärtnerei ein. 1822 konnte das Gelände auf 25 ha vergrößert werden. Im Jahr 1823 war mit dem Bau von 5 Gewächshäusern begonnen worden. Der in Literatur vereinzelt erwähnte Verkauf von Sträuchern an Hermann Fürst von Pückler-Muskau für den von ihm gestalteten Landschaftspark bei Branitz fand erst kurz vor dem Tod von John Richmond Booth statt.
Der älteste Bruder James Godfrey schied zu Beginn des Jahres 1828 in gegenseitigem Einvernehmen bei James Booth & Söhne aus und gründete das Unternehmen J.G. Booth & Co. Geschäftsgrundlage war der Handel mit Saatgut und Blumenzwiebeln, den zuvor James Booth & Söhne betrieben hatte. Der jüngere Bruder George trat um 1831 als Teilhaber aus dem Unternehmen aus. John Richmond Booth leitete das Unternehmen fortan alleine und machte die Baumschule international bekannt. Im Rahmen der Versammlung „Deutscher Naturforscher und Ärzte“ im September 1830 in Hamburg besuchten die Botaniker die Gärtnerei. Indem Booth Anbauverträge mit zahlreichen umliegenden Gärtnereien abschloss, legte er den Grundstein für die große Dichte an Baumschulbetrieben insbesondere in Rellingen und Halstenbek.
Nach dem Tod von John Richmonds 1847 übernahmen dessen Witwe Maria Elisabeth Booth und deren Vater Joachim Lorentz de la Camp (1781–1864) Leitung der Baumschule und Handelsgärtnerei James Booth & Söhne anstelle der noch nicht erwachsenen Söhne. Sie schieden 1863 aus. John Cornelius war 1859 in die Baumschule eingetreten und übernahm 1863 mit seinem Bruder Joachim Lorenz de la Camp Booth (1832–1887) deren Leitung. Am Jahresende 1868 verließ Lorenz Booth das Unternehmen.

### Rosenstreit
John Richmond Booth züchtete zudem erfolgreich Rosen und Orchideen. 1833/34 geriet Booth mit dem Direktor des Botanischen Gartens in Hamburg Johann Georg Christian Lehmann in Streit. Die als „Rosenstreit“ bekannte Auseinandersetzung ist über Zeitungsartikel und Drucksachen dokumentiert. Lehmann hatte Booth zunächst vorgeworfen, dass es sich bei der als „Rose von Dänemark“ von Booth vertriebenen Pflanze nicht um eine Neuzüchtung handele, was Booth in scharfen Worten zurückwies. Lehmann zog seine Anschuldigungen später zurück mit dem Hinweis, sich geirrt zu haben. John Richmonds Bruder George Booth veröffentlichte dazu ein Buch.

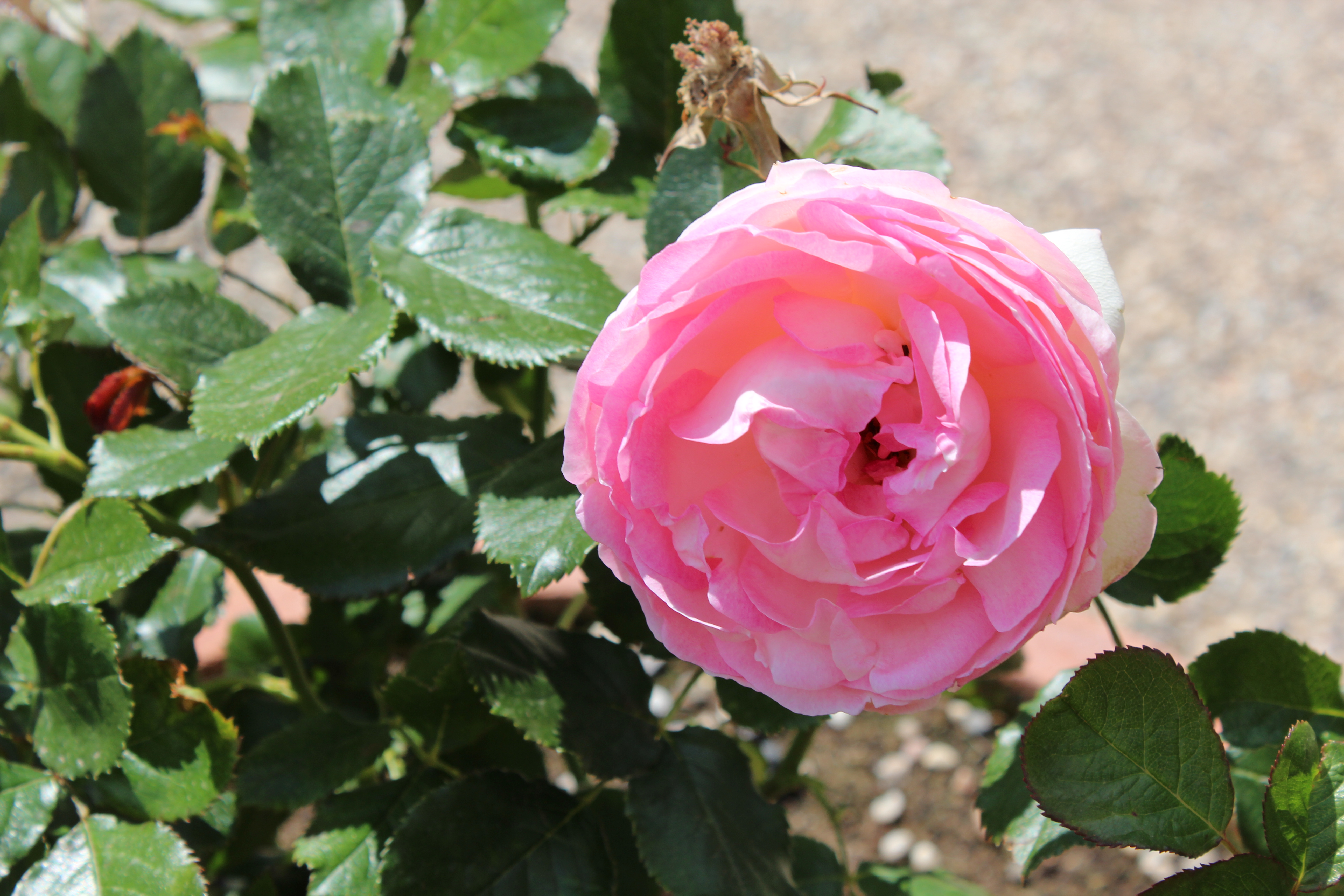
Rose alba Königin von Dänemark

### Garten- und Blumenbau-Verein für Hamburg, Altona und deren Umgegenden
Gemeinsam mit seinem Bruder James Godfrey engagierte er sich seit dem Gründungsjahr 1836 im von ihm mitgegründeten Garten- und Blumenbau-Verein für Hamburg, Altona und deren Umgegenden. Hier trafen sich einerseits wohlhabende Altonaer und Hamburger Bürger und andererseits „Handels- und Kunstgärtner“. Er schrieb zur Pflanzenzucht für das Vereinsorgan, darunter 1838 über Rhododendren. Booths „Flottbeker Baumschule“ hatte einen wichtigen Anteil daran, dass die Pflanze zunehmend in Parks angepflanzt wurde.

### Die Douglasie und andere ortsfremde Baumarten
In einem Artikel schrieb John R. Booth 1839 eine kurze Buchvorstellung „Das Pinetum Woburnense“. Dies Buch war im Auftrage einer der Herzöge von Bedford entstanden und beschrieb die Pflanzungen von verschiedenen „ausländischen“ Nadelbäumen und deren Entwicklung. Hier findet sich eine erste Erwähnung der Pinus Lambertiana (allgemeinsprachlich „Douglasie“). In Klein Flottbek hatte Booth 1831 eine Douglasie gepflanzt, die 1882 gefällt wurde. Bei dem zweijährigen Setzling handelte es sich um die erste in Deutschland gepflanzte Douglasie. Die Samen stammten von einer englischen Expedition, die David Douglas um 1827 an der Pazifikküste in Kanada unternommen hatte.
Anlässlich der jährlich stattfindenden „Versammlung deutscher Land und Forstwirte“ präsentierte Booth 1841 in Bad Doberan mehr als 100 Naturholzstämmchen in Töpfen.
Die Literatur, u. a. das „Lexikon der hamburgischen Schriftsteller“, führt John Richmond Booth mitunter fälschlicherweise den Vornamen Godfrey anstelle von Richmond. Auch nicht alle Texte und Schriften, die ihm zugeordnet werden, stammen aus seiner Feder.

## Ehrungen
John Booth wurde aufgrund seiner Zuchterfolge mehrfach in Europa ausgezeichnet. 1841 wurde Booth vom dänischen König der Dannebrogorden verliehen, 1846 wurde er vom schwedischen König zum „Ritter des Wasaordens“ ernannt. Er erhielt Besuch von der dänischen Königin und verhandelte persönlich mit Karl Robert von Nesselrode über Pflanzenlieferungen für Gartenanlagen in Sankt Petersburg. 1833 wurden die Brüder John Richmond und James Godfrey zu Ehrenmitgliedern des Gartenbauvereins für das Königreich Hannover ernannt.

## Familie
John Richmond Booth heiratete 1831 Maria Elisabeth de la Camp (1806–1868). Seine Frau entstammte einer bedeutenden Hamburger Kaufmannsfamilie. Das Ehepaar hatte sieben Kinder. John Richmond Booth starb 1847 noch vor Vollendung des 50. Lebensjahres. Der Sohn Arthur entwickelte sich zu einem angesehenen Kaufmann.
Einer seiner Söhne war John Cornelius Booth (1836–1908).
Die Gräber von John Richmond und Maria Elisabeth Booth sind seit 1996 neben dem Grab des Vaters James Booth auf dem Nienstedtener Friedhof zu finden.

## Aufsätze
- Alle erschienen in: Archiv des Garten- und Blumenbau-Vereins für Hamburg, Altona und Umgegenden,
  - Notizen über einige ausdauernde Holz-Arten,  Hamburg 1837, S. 19 ff.
  - Notizen über einige vorzügliche englische Aepfel-Sorten, Hamburg 1837, S. 48f.
  - Notizen über einige ausdauernde Holz-Arten, Hamburg 1838, S. 17f.
  - Notizen über einige neue Rhododendron-Hybriden, Hamburg 1838, S. 55f.
  - Das Pinetum Woburnense des Herzogs von Bedford, Hamburg 1839, S. 53f.
  - Ueber Quercus tinctoria, Hamburg 1841, S. 29f.
- Verzeichnis der von Herrn John Booth aus Hamburg und Flottbek bei der Versammlung der deutschen Land– und Forstwirthe zu Doberan im September 1841 ausgestellten Nadelholzarten, Protokolle von Sitzungen. In: G.[Georg] W.[Wilhelm] von Wedekind (Hrsg.): Neue Jahrbücher der Forstkunde. 23. Heft, Carl Dingeldey, Darmstadt 1841, S. 44 ff. Digitalisat
- Notizen über einige exotische Waldbäume, der Versammlung deutschen Land- und Forstwirthe am 4. September 1843 zu Altenburg, in G.[Georg] W.[Wilhelm] von Wedekind (Hrsg.): Neue Jahrbücher der Forstkunde, 27. Heft, Carl Dingeldey, Darmstadt 1843, S. 103 ff. Digitalisat, (hier stellte Booth fremdländische Laubbäume vor)

## Kataloge (Verkauf)
- James Booth & Söhne, Eigentümer der Flottbecker Baumschulen bei Hamburg, 1845, PDF
- Verzeichniß von in- und ausländischen Frucht- und Forst-Bäumen, Blumen-Sträuchern etc. welche für beygesetzten Preisen zu haben sind bey James Booth & Söhne, in der Flottbecker Baumschule bey Altona, Nestler, Hamburg 1818, urn:nbn:de:gbv:3:3-34759
- Verzeichniss von in- und ausländischen Frucht- und Forstbäumen, Blumen – Sträuchern, Stauden – Gewächsen, Haus-Pflanzen. Nebst einem Nachtrage von oekonom. und Holz-Sämereyen, welche für beygesetzte Preise zu haben sind bey James Booth & Söhne in der Flottbecker Baumschule bey Altona. Nestler, Hamburg 1824 (Digitalisat)